# میت آیدی
MitID یک راه حل ورود به سیستم رایج برای استفاده در وب سایت‌های خصوصی و عمومی در دانمارک است. MitID جایگزین NemID شده‌است و از اکتبر سال
```
۲۰۲۱ برای در دسترس عموم مردم می‌باشد.
[
۱
]
```

## همچنین مشاهده کنید
- امضای دیجیتالی
- شناسه نت
- NemID

## یادداشت
1. ↑  "Papkortet på vej i papirkurven: NemID bliver til MitID". dr.dk. 2021-10-06. Retrieved 2021-10-06.

## ارجاعات خارجی
- mitid.dk
- صفحه آژانس دیجیتال دانمارک برای MitID